# Tripp Schwenk
William Schwenk, detto Tripp (17 giugno 1971), è un ex nuotatore statunitense.
Specializzato nel dorso ha vinto la medaglia d'argento nei 200 m dorso alle Olimpiadi di Atlanta 1996.

## Palmarès
- Giochi olimpici

Atlanta 1996: oro nella 4x100m misti e argento nei 200m dorso.
- Mondiali in vasca corta

Palma di Maiorca 1993: oro nei 100m dorso, nei 200m dorso e nella 4x100m misti.
- Giochi PanPacifici

Kobe 1993: argento nei 200m dorso.
Atlanta 1995: oro nei 200m dorso e argento nei 100m dorso.
- Giochi panamericani

Mar del Plata 1995: argento nei 100m dorso.
- Universiadi

Sheffield 1991: oro nei 200m dorso e nella 4x100m misti e argento nei 100m dorso.
Buffalo 1993: oro nella 4x100m misti, argento nei 100m dorso e bronzo nei 200m dorso.